# 1935 en football canadien
Chronologie
Saison précédente Saison suivante
1935 est la 52e saison depuis la fondation de la Canadian Rugby Football Union en 1884.

## Événements
Il s'agit de la dernière année où les équipes universitaires sont en compétition pour la coupe Grey. Il s'agit également de la première année où une équipe de l'Ouest canadien remporte la coupe Grey. 

## Classement
| Clt   | Équipe                       | PJ | V | D | N | BP  | BC  | Pts |
| ----- | ---------------------------- | -- | - | - | - | --- | --- | --- |
| +001, | Tigers de Hamilton           | 9  | 7 | 2 | 0 | 124 | 52  | 14  |
| +002, | Argonauts de Toronto         | 9  | 6 | 3 | 0 | 97  | 90  | 12  |
| +003, | Rough Riders d'Ottawa        | 9  | 5 | 4 | 0 | 104 | 98  | 10  |
| +004, | Montreal AAA Winged Wheelers | 9  | 0 | 9 | 0 | 48  | 133 | 0   |

### Ligues provinciales et universitaires
| Clt   | Équipe                 | PJ | V | D | N | BP | BC  | Pts |
| ----- | ---------------------- | -- | - | - | - | -- | --- | --- |
| +001, | Imperials de Sarnia    | 4  | 4 | 0 | 0 | 69 | 9   | 8   |
| +002, | Balmy Beach de Toronto | 4  | 2 | 2 | 0 | 59 | 17  | 4   |
| +002, | Tiger Cubs de Hamilton | 4  | 0 | 4 | 0 | 1  | 103 | 0   |

| Clt   | Équipe          | PJ | V | D | N | BP | BC | Pts |
| ----- | --------------- | -- | - | - | - | -- | -- | --- |
| +001, | Toronto         | 6  | 5 | 0 | 1 | 85 | 43 | 8   |
| +002, | Queen's         | 6  | 3 | 2 | 1 | 64 | 44 | 4   |
| +003, | McGill          | 6  | 2 | 4 | 0 | 49 | 69 | 0   |
| +004, | Western Ontario | 6  | 1 | 4 | 0 | 37 | 79 | 0   |

## Séries éliminatoires

### Demi-finale de l'Est
- 16 novembre : Balmy Beach de Toronto  0 - Imperials de Sarnia 8
- 23 novembre : Imperials de Sarnia 9 - Balmy Beach de Toronto  1

Les Imperials de Sarnia remportent la série 17-1
- 23 novembre : Queen's University Rugby Club 4 - Tigers de Hamilton 44

### Finale de l'Est
- 30 novembre : Imperials de Sarnia 3 - Tigers de Hamilton 22[5]

Les Tigers de Hamilton passent au match de la coupe Grey.

### Demi-finale de l'Ouest
- 2 novembre : Roughriders de Regina 6 - Pegs de Winnipeg 13

### Finale de l'Ouest
- 9 novembre : Bronks de Calgary 0 - Pegs de Winnipeg 7[6]

Winnipeg passe au match de la coupe Grey.

### 23ecoupe Grey
- 7 décembre : Les Pegs de Winnipeg gagnent 18-12 contre les Tigers de Hamilton au Hamilton Amateur Athletic Association Grounds à Hamilton en Ontario.

## Honneurs individuels
- Trophée Jeff-Russel (courage, habileté, jeu propre et esprit sportif dans l'IRFU) : Abe Eliowitz (DO), Rough Riders d'Ottawa